# North American Hockey League 1973/74
Die Saison 1973/74 war die erste reguläre Saison der North American Hockey League. Die sieben Teams absolvierten in der regulären Saison je 74 Begegnungen. Die North American Hockey League wurde in einer Division ausgespielt. Das punktbeste Team der regulären Saison waren die Syracuse Blazers, die sich ebenfalls in den Finalspielen um den Lockhart Cup durchsetzten.

## Reguläre Saison

### Abschlusstabellen
Abkürzungen: GP = Spiele, W = Siege, L = Niederlagen, T = Unentschieden, OTL = Niederlage nach Overtime, GF = Erzielte Tore, GA = Gegentore, Pts = Punkte
| North American Hockey League | GP | W  | L  | OTL | GF  | GA  | Pts |
| ---------------------------- | -- | -- | -- | --- | --- | --- | --- |
| Syracuse Blazers             | 74 | 54 | 16 | 4   | 359 | 219 | 112 |
| Maine Nordiques              | 74 | 45 | 26 | 3   | 398 | 309 | 93  |
| Long Island Cougars          | 74 | 35 | 36 | 3   | 310 | 277 | 73  |
| Cape Cod Cubs                | 74 | 34 | 39 | 1   | 338 | 345 | 69  |
| Johnstown Jets               | 74 | 32 | 38 | 4   | 265 | 303 | 68  |
| Broome Dusters               | 74 | 28 | 41 | 5   | 274 | 352 | 61  |
| Mohawk Valley Comets         | 74 | 20 | 52 | 2   | 240 | 385 | 42  |

## Lockhart-Cup-Playoffs

### Qualifikation
Abkürzungen: GP = Spiele, W = Siege, L = Niederlagen, T = Unentschieden, OTL = Niederlage nach Overtime, GF = Erzielte Tore, GA = Gegentore, Pts = Punkte
| Qualifikation       | GP | W | L |
| ------------------- | -- | - | - |
| Syracuse Blazers    | 7  | 6 | 1 |
| Cape Cod Cubs       | 8  | 5 | 3 |
| Long Island Cougars | 7  | 4 | 3 |
| Johnstown Jets      | 8  | 3 | 5 |
| Maine Nordiques     | 8  | 1 | 7 |

|  | Lockhart-Cup-Halbfinale | Lockhart-Cup-Halbfinale | Lockhart-Cup-Halbfinale |  |  | Lockhart-Cup-Finale | Lockhart-Cup-Finale | Lockhart-Cup-Finale |
|  |                         |                         |                         |  |  |                     |                     |                     |
|  |                         |                         |                         |  |  |                     |                     |                     |
|  | 1                       | Syracuse Blazers        | 4                       |  |  |                     |                     |                     |
|  | 4                       | Johnstown Jets          | 1                       |  |  |                     |                     |                     |
|  |                         |                         |                         |  |  | 1                   | Syracuse Blazers    | 4                   |
|  |                         |                         |                         |  |  | 3                   | Long Island Cougars | 0                   |
|  | 2                       | Cape Cod Cubs           | 2                       |  |  |                     |                     |                     |
|  | 3                       | Long Island Cougars     | 4                       |  |  |                     |                     |                     |
|  |                         |                         |                         |  |  |                     |                     |                     |